# Lý Tú Thành tự thuật
Lý Tú Thành tự thuật (chữ Hán: 李秀成自述) là bản cung khai do Trung vương Lý Tú Thành của Thái Bình Thiên Quốc viết ra sau khi bị bắt, nhà Thanh gọi là Lý Tú Thành thân cung (李秀成亲供).

## Bối cảnh và quá trình
Ngày 19 tháng 7 năm 1864, Thiên Kinh thất thủ, Lý Tú Thành nhường ngựa tốt cho Ấu Thiên vương Hồng Thiên Quý Phúc nên chạy không kịp. Ngày 23 tháng 7, ông bị bắt tại thôn Đinh, núi Phương, bị giải đến quân doanh của Tăng Quốc Thuyên.
Ngày 28 tháng 7, Tằng Quốc Phiên từ An Khánh đến tận nơi tra hỏi Lý Tú Thành, lệnh cho Lý ở trong ngục viết bản cung khai.
Ngày 30 tháng 7, Lý bắt đầu viết, mỗi ngày được khoảng 7000 chữ .
Ngày 6 tháng 8, Tằng gặp lại Lý .
Ngày 7 tháng 8, Lý bị xử tử. Tằng tự mình thẩm duyệt từng dòng từng câu, dùng mực đỏ khoanh tròn những chữ viết sai, những địa danh, tên người viết lầm… còn những chỗ được cho là "xu nịnh vua của hắn, lời nói lặp đi lặp lại" thì cắt bỏ. Ví dụ: "có một ngày" đổi là "một ngày"; "cụ" (đủ) đổi là "câu" (đều); "dân ở giữa hai nước" (Nguyên văn: Lưỡng quốc gian dân, ở đây Lý có ý nói Tương quân của Tằng không phải là quân đội chính quy) đổi là "quân đội của Tằng soái" (Nguyên văn: Tằng soái chi binh);… Tuy nhiên Lý viết lầm Tả Kinh Đường thay vì Tả Tông Đường thì Tằng lại không sửa!? Xong, Tằng giao bản cung cho 8, 9 người chép lại, cả thảy 130 tờ, 27818 chữ, đóng lại thành tập, chấm câu vạch đoạn, rồi dùng giấy đỏ đề tên mỗi đoạn, niêm phong gởi cho Quân cơ xứ. Đồng thời, ông ta đem cho Cửu Như đường ở An Khánh, An Huy in khắc, gọi là bản An Khánh hay bản Cửu Như Đường, gởi cho con trai cả là Tằng Kỷ Trạch .

## Nội dung và đánh giá
Ngoài bản An Khánh đã nêu trên, Tự thuật còn nhiều phiên bản khác hiện vẫn được lưu hành, tuy có khác nhau vài chi tiết nhỏ, nhưng nội dung về cơ bản có 3 phần:
- 1. Thân thế và kinh lịch của Lý Tú Thành.
- 2. Bối cảnh, diễn biến và kết cục của phong trào Thái Bình Thiên Quốc.
- 3. Liệt kê 10 sai lầm của phong trào.

Tính chân thật của Tự thuật nếu có và độ chân thật là bao nhiêu còn chưa rõ (xem phần Nghi ngờ và xác minh ở dưới). Nếu tất cả là thật, nhìn chung, văn kiện này nằm trong tay của kẻ địch (nhà Thanh), về mặt nội dung, ngôn từ, danh xưng… không thể tránh khỏi bị thay đổi theo hướng bất lợi cho Thái Bình Thiên Quốc. Nhưng bản chất chính nghĩa của phong trào và khí chất anh hùng của tác giả vẫn không thể che lấp được.
Theo Triệu Liệt Văn, sách đã dẫn, Tằng Quốc Thuyên bắt được Lý, cho dùng nhục hình, vì căm giận việc Tằng Quốc Hoa tử trận, Lý vẫn đối đáp rất cứng cỏi. Ngày xử quyết, Lý thần thái an nhiên, cười nụ mà chịu hình. Có thể nói: Lý không vì sợ đau, sợ chết mà viết bản Tự thuật. Tương truyền, Lý Hồng Chương gia nhập Quân cơ xứ, lập tức tìm đọc Tự thuật, xong, nức nở khen ngợi Lý Tú Thành là một nhân vật anh hùng. Nếu phong trào Thái Bình Thiên Quốc là một bản tráng ca, thì Tự thuật xứng đáng là khúc vĩ thanh hào hùng.

## Nghi ngờ và xác minh

### "Lý Tú Thành tự thuật" là thật hay giả?
Những tệ nạn "lấy giả làm thật", "mạo công lĩnh thưởng" trong giới quan lại nhà Thanh đã thành thông lệ. Augustus Frederick Lindley, tác giả người Anh có khuynh hướng thân Thái Bình Thiên Quốc, trong tác phẩm Ti Ping Tien Kwoh: The History of the Ti-Ping Revolution, Including a Narrative of the Author's Personal Adventures (được đề là dành tặng Lý Tú Thành) đã tố cáo: năm 1852, các tướng lĩnh nhà Thanh từng ngụy tạo "Thiên Đức cung trạng" của 1 thủ lĩnh nghĩa quân (không nêu tên). Ngày nay, việc tồn tại hàng chục phiên bản khác nhau của văn kiện này càng khiến người ta nghi ngờ.
Trước chiến tranh Trung – Nhật nổ ra (1937), các sử gia Trần Dần Khác, Mạnh Sâm từng bày tỏ hy vọng hậu nhân của Tằng Quốc Phiên tại Hồ Nam sẽ công bố bản thảo gốc bản thảo gốc (Nguyên văn: Nguyên cảo). Năm 1944, nhà họ Tằng đồng ý cho Quảng Tây thông chí quán sao chụp lại, nhà sử học La Nhĩ Cương căn cứ vào bản sao này, tiến hành giám định dựa trên các phương diện bút tích, từ vựng, văn phong, nội dung… xác nhận là chữ viết (Nguyên văn: Bút tích) của Lý Tú Thành.
Năm 1956, Niên Tử Mẫn, Thúc Thế có bài viết Quan vu Trung vương tự truyện nguyên cảo chân ngụy vấn đề thương các (Giới thiệu về Thảo luận vấn đề thật giả của Bản thảo gốc Trung vương tự truyện), phát biểu kỳ thứ 4 trên Học báo của đại học Sư phạm Hoa Đông, dựa trên những điểm bất đồng trong bút tích của Lý Tú Thành tự thuật nguyên cảo và Lý Tú Thành dụ Lý Chiêu Thọ thư được thẩm định bởi chuyên gia nghiên cứu bút tích của Sở nghiên cứu pháp y, Bộ Tư pháp, kết luận Lý Tú Thành tự thuật là do Tằng Quốc Phiên ngụy tạo, gây ra rất nhiều tranh cãi.
Tháng 11 năm 1957, La Nhĩ Cương viết 2 chương Trung vương Lý Tú Thành tự truyện nguyên cảo tiên chứng (Những ghi chú đầu tiên về Bản thảo gốc Trung vương Lý Tú Thành tự truyện), Bản đính kèm được đưa vào tác phẩm của chính ông được xuất bản tháng 3 năm 1958 là Trung vương tự truyện nguyên cảo khảo chứng dữ luận khảo cứ (Luận cứ và khảo chứng về Bản thảo gốc Trung vương tự truyện), Nhà xuất bản Khoa Học. Trong tác phẩm này còn có các bài viết Bút tích giám định đích hữu hiệu tính dữ hạn chế tính cử lệ (Ví dụ về tính hạn chế và tính hữu hiệu của việc giám định bút tích) và Trung vương dụ Lý Chiêu Thọ thư bút tích đích giám định (Giám định bút tích thư Trung vương dụ Lý Chiêu Thọ) nhằm phản bác kết luận của Niên Tử Mẫn, Thúc Thế; ngoài ra còn có 2 bài viết Trung vương Lý Tú Thành tự truyện nguyên cảo đích chân ngụy vấn đề hòa sử liệu vấn đề (Vấn đề sử liệu và vấn đề thật giả của Bản thảo gốc Trung vương Lý Tú Thành tự truyện), một lần nữa khẳng định: Tự thuật là bút tích của Lý Tú Thành.
Năm 1960, Quách Mạt Nhược viết lời tựa cho Trung vương Lý Tú Thành tự thuật hiệu bổ bản do Trung Hoa Thư Cục xuất bản, cho biết: "Tự thuật mà nhà họ Tằng ở Tương Hương, Hồ Nam cất giữ, do tứ thiếu gia Tằng Chiêu Hoa nắm giữ, (người này) đã mất vì tai nạn máy bay trên đường từ Hương Cảng đi Bangkok." Rồi than rằng: "Nguyên cảo nếu được ông ta mang theo bên mình, ắt không còn xuất hiện trên thế gian nữa rồi!" Bản này có 74 tờ, 36100 chữ.
Năm 1963, chắt của Tằng Quốc Phiên là Tằng Ước Nông thông qua Thế giới Thư Cục ở Đài Loan công bố những bức ảnh chụp Lý Tú Thành tự thuật Nguyên cảo. Bản này chỉ có 74 tờ, hơn 33300 chữ, hành văn liên tục, không sang dòng, chia đoạn, chưa có kết thúc. Ngày nay, những bức ảnh này được bảo quản bởi Quốc Lập Cố Cung Bác Vật viện ở Đài Loan.

### Nếu là thật: Tằng Quốc Phiên đã cắt bỏ, sửa đổi bao nhiêu?
Lý Tú Thành trước khi mất đã viết bao nhiêu chữ, đến nay vẫn còn bí mật. Tuy nhiên các sử liệu đều chỉ ra Nguyên cảo phải có từ 3 vạn  đến 5 vạn chữ.
Năm 1936, nhà nghiên cứu Thanh sử là Mạnh Sâm viết lời tựa cho ấn bản bằng ảnh Lý Tú Thành cung của Đại học Bắc Kinh, đã lưu ý rằng, có thể bản Tự thuật của Lý nhắc đến vài tin đồn lúc bấy giờ: bộ hạ dưới quyền đã khuyên Tằng Quốc Phiên nhân lúc triều đình suy yếu mà làm phản, thì có thể chiếm được toàn bộ khu vực phía nam Trường Giang trở đi; hoặc khuyên Tằng, vốn thuộc dân tộc Hán, chống lại chính quyền của dân tộc Mãn. Trong bài giảng tại Đại học Bắc Kinh, Mạnh cho rằng việc Tằng cắt bỏ nhiều chữ như vậy là rất khó biện giải.
Từ năm 1979 đến 1984, trên diễn đàn Trung Hoa Văn Sử, chủ đề Tằng Quốc Phiên sở tồn Lý Tú Thành cảo bản khảo lược (Khảo lược về Tằng Quốc Phiên lưu trữ bản thảo của Lý Tú Thành), Vinh Mạnh Nguyên có 2 bài viết nhận xét Tự thuật của Lý có thể là thật, thì ảnh Nguyên cảo mà Tằng Ước Nông công bố chưa hẳn là thật, dựa trên mấy lý do là:
1. Câu chữ liền liền, không chia dòng đoạn. Lý Tú Thành không thể viết như vậy, chỉ có thể là do Tằng Quốc Phiên cho người khác chép lại.
2. Từ trang 1 đến trang 40 khá suôn sẻ, chẳng có chỗ nào bị khoanh đỏ vì sai chữ, lầm tên (đất hoặc người),… Trong đó, các chữ "Thượng đế", "Thiên vương" đều không ngóc đầu theo quy định về chữ viết của Thái Bình Thiên Quốc, chữ Thanh (清) cũng không đổi, thay vì phải viết là (青) (kỵ húy Đông vương Dương Tú Thanh).

Vinh Mạnh Nguyên còn cho rằng Tằng đã thay thế đoạn văn mà Lý đã viết rằng Hồng Tú Toàn chết vì bệnh, cho phù hợp với tấu chương gởi về triều đình của chính Tằng trước đó kể rằng Hồng uống thuốc độc tự sát . Về phương diện này, La Nhĩ Cương cũng cho rằng Tằng đã thêm vào đoạn văn Lý tự nhận đã phóng hỏa thiêu hủy phủ Thiên vương, bởi khi vây Thiên Kinh, triều đình từng khuyến cáo Tằng phải răn đe tướng sĩ không được đốt phá thành trì . Ngoài ra còn vài chi tiết khác được đổi lại cho phù hợp với tấu chương của Tằng. Đơn cử, thời điểm mà Lý đưa Ấu Thiên vương ra khỏi thành: "canh đầu" đổi là "canh tư".
Trần Húc Lộc, Lý Tú Thành nguyên cảo thích nghi (Làm sáng tỏ những nghi ngờ về Lý Tú Thành nguyên cảo) phản đối nhận xét của Vinh Mạnh Nguyên, cho rằng học vấn có Lý không cao, lại thêm cảnh ngộ lao tù, trước đó từng bị Tằng Quốc Thuyên dùng nhục hình tàn khốc, thì không màng đến việc phân chia dòng đoạn, phạm húy một số chữ… hoàn toàn có thể hiểu được.
Năm 1982, sách Lý Tú Thành tự thuật nguyên cảo chú của La Nhĩ Cương được Nhà xuất bản Trung Hoa Thư Cục được ấn hành. Trong lời nói đầu, La khẳng định đây là bút tích của Lý Tú Thành, đồng thời suy đoán Tằng Quốc Phiên đã hủy đi ít nhất 4000 chữ.